# Trypanosoma cruzi
Trypanosoma cruzi je parazit, praživotinja bičaš koji uzrokuje bolest tripanosomijazu kod čovjeka i životinja, u Amerikama. Kod čovjeka se bolest koju uzrokuje ovaj organizam naziva Chagasova bolest. 